# مدل رنگی

مدل رنگی آرجی‌بی

مُدل رنگی (به انگلیسی: Color model) یک مدل انتزاعی ریاضی برای توصیف رنگ است که به صورت چندتایی از اعداد، عموماً به صورت سه یا چهار مقدار یا جزء رنگی نمایش داده می‌شود. هنگامی که این مدل با شرح دقیق چگونگی تفسیر (شرایط دیدن و غیره) این مقدارها یا اجزاء همراه شود، مجموعه‌ای از رنگ‌ها به دست می‌آید که آن را فضای رنگ گویند. این بخش، نشان می‌دهد که دید رنگی در انسان، از چه مسیرهایی می‌تواند مدل شود.
فضای رنگ سی‌آی‌ایی، سی‌ام‌وای‌کی و آرجی‌بی، نمونه‌هایی از مُدل رنگی هستند.